# La traccia dell'angelo
La traccia dell'angelo è un romanzo di Stefano Benni, pubblicato nel 2011 dalla casa editrice Sellerio.

## Edizioni
- Stefano Benni, La traccia dell'angelo, collana La memoria, Sellerio, 2011,  pp. 103, ISBN 88-389-2576-3.